# Gian Guido Folloni
Gian Guido Folloni (Scandiano, 5 agosto 1946) è un giornalista e politico italiano, Ministro per i rapporti con il Parlamento dal 21 ottobre 1998 al 22 dicembre 1999 nel governo D'Alema I.

## Biografia
Esponente della Democrazia Cristiana (DC), è entrato nel Consiglio Nazionale nel 1979.
Giornalista, fra il 1981 e il 1983 è stato redattore capo del settimanale «Il Sabato», poi direttore responsabile del quotidiano cattolico Avvenire dal 1983 al 1990. Successivamente ha lavorato alla Rai.
Nel 1994, con lo scioglimento della DC, aderisce alla rinascita del Partito Popolare Italiano (PPI) di Mino Martinazzoli, dove alle elezioni politiche del 27 marzo viene candidato al Senato della Repubblica, ed eletto senatore tra le liste del Patto per l'Italia (coalizione che aderiva il PPI).
Nel 1995, nella disputa interna al PPI tra la componente a sinistra del partito guidata da Giovanni Bianchi e Gerardo Bianco (favorevole ad un'alleanza con L'Ulivo di Romano Prodi) e quella a destra del partito guidata da Rocco Buttiglione (favorevole ad un'alleanza con Forza Italia di Silvio Berlusconi), si schiera decisamente in quest'ultima. Successivamente segue Buttiglione nella sua separazione dal PPI, aderendo ai Cristiani Democratici Uniti (CDU), divenendo capogruppo  al Senato.
Alle elezioni politiche del 1996 viene ricandidato al Senato, con le liste CCD-CDU, risultando eletto e nuovamente capogruppo del CDU al Senato.

### Ministro per i rapporti col Parlamento
Nel 1998 aderisce, assieme al CDU di Buttiglione, al progetto neo-centrista dell'Unione Democratica per la Repubblica (UDR) del presidente emerito della Repubblica Francesco Cossiga, che federa i Cristiani Democratici per la Repubblica di Clemente Mastella, Socialdemocrazia Liberale Europea di Enrico Ferri e diversi transfughi di Forza Italia e Alleanza Nazionale come Carlo Scognamiglio.
In seguito alla caduta del governo di Romano Prodi, e la nascita del primo governo presieduto da Massimo D'Alema, con l'appoggiato dall'UDR, diventa Ministro per i rapporti con il Parlamento.L'esperienza dell'UDR termina dopo circa un anno, Buttiglione ricostituisce il CDU e decide di abbandonare la coalizione di centro-sinistra, ma Folloni sceglie di rimanere al governo, sancendo così il suo divorzio dal CDU.

### Fuori dal Parlamento
Non ricandidato più alle elezioni politiche del 2001, aderisce successivamente a La Margherita di Francesco Rutelli, nella quale è divenuto dirigente nazionale nel dipartimento politica esteri come responsabile dei rapporti con il mondo arabo.
Alle elezioni politiche del 2006 è stato ricandidato al Senato, tra le liste de La Margherita nella circoscrizione Veneto, senza tuttavia risultare eletto.
Nel febbraio 2008 aderisce al progetto centrista della Rosa per l'Italia, partito svincolato dai poli e di ispirazione cattolica, insieme a Savino Pezzotta, Bruno Tabacci e Mario Baccini.
Nel 2010 viene nominato consigliere dell'Unione di Centro, del comitato dei garanti, per il nuovo Partito della Nazione.
Nel gennaio 2014 lascia l'UDC per aderire al Centro Democratico di Bruno Tabacci.